# Kamarczaga
Kamarczaga (ros. Камарчага) – osiedle w Rosji, w Kraju Krasnojarskim, w rejonie mańskim. W 2010 liczyło 1857 mieszkańców.